# Ceux qui marchent dans les ténèbres verront la lumière
 (août 2009).
Le livre Ceux qui marchent dans les ténèbres verront la lumière, sous-titré La Résistance juive en France, la Shoah et la renaissance d’Israël : 1940-1949, est un ouvrage de Tsilla Hershco dévoilant l’histoire des membres du mouvement de Résistance juive en France à l’époque de la Seconde Guerre mondiale, ainsi que le combat pour l’indépendance de l’État d’Israël.
Les membres de ce mouvement connurent l’une des époques les plus sombres de l’histoire du peuple juif. Au plus fort de l’agression barbare perpétrée par les nazis contre les Juifs de l’ensemble de l’Europe, et du fait de la collaboration du régime de Vichy, les membres du mouvement de Résistance juive en France menèrent le combat et contre les nazis et contre les collaborateurs français. Ils sauvèrent ainsi plusieurs milliers d’enfants et d’adultes, produisirent des faux papiers, évacuèrent des convois de Juifs vers la Suisse et l’Espagne, constituèrent des groupes de guérilla dans les villes de France et des groupes de maquis dans les campagnes. Dans l’action qu’ils entreprirent pour le sauvetage des Juifs, ils reçurent une assistance significative de la part de religieux et d’institutions protestantes et catholiques de France. Ils participèrent aux combats pour la Libération dans le cadre des Forces françaises libres et, après les combats, furent officiellement reconnus et décores par les autorités françaises.
Nombre d’entre les membres de la Resistance juive en France ne se contentèrent pas de participer à la difficile reconstruction de la communauté juive (entre autres, la réinsertion des rescapés des camps et la prise en charge des enfants cachés pendant la guerre) ; ils se consacrèrent également à l’action sioniste clandestine. Fidèles à leur rêve sioniste et mus par un sentiment de responsabilité envers le peuple juif, ils participèrent, à la fin de la guerre, au combat pour la création de l’État d’Israël. Des membres de l’Organisation juive de combat (OJC) s’intégrèrent dans la Haganah et contribuèrent à l’établissement d’une infrastructure pour le travail des émissaires d’Eretz Israël en France : opérations de l’aliyah (immigration) clandestine, acquisition d’armes, communications, camps de recrutement et de formation militaire et une liaison entre les émissaires d’Eretz Israël et les autorités françaises. De nombreux membres émigrèrent en Eretz Israël et participèrent aux combats de la guerre d’Indépendance.
L’ouvrage brosse un tableau particulier des relations entre les émissaires d’Eretz Israël et les Juifs européens rescapés de la Shoah. En général, les travaux historiques décrivent le rapport de dépendance qui s’instaurait vis-à-vis des émissaires et de l’aide qu’ils apportaient. La présente étude décrit un autre type de relations. Les membres de l’AJ. étaient très fiers de leurs activités durant la guerre. Apportant une contribution décisive aux émissaires dans la réalisation de leur mission, ils avaient le sentiment de mériter d’être traités sur un pied d’égalité. D’où les conflits et les tensions qui surgirent entre eux et les émissaires. Cette coopération tendue entre les membres de l’AJ. et les émissaires d’Eretz Israël s’explique également par les différences de culture, de langue, d’expériences de la guerre, de méthodes de combat et de mentalité entre les deux parties.
Outre la présentation et l’analyse de l’activité de sauvetage et l’héroïsme durant la guerre et après, l’étude traite de la délicate question de la gestion des fonds, de la prise de décision, la détermination de l’ordre des priorités, des échecs, de la tension régnant au sein des membres de l’AJ. ainsi que dans leurs relations avec les émissaires d’Eretz Israël, et finalement la scission de l’organisation après la création de l’État.
La recherche se fonde sur les témoignages de nombreux membres de la résistance juive, pour la plupart aujourd’hui décédés comme Abraham Polonski et Lucien Lublin. Sont également rapportés de nombreux récits d’émissaires d’Eretz Israël qui témoignent eux aussi de l’exceptionnelle activité des membres de la résistance juive en France mêlée à la leur. Outre ces archives personnelles et ces témoignages, Tsilla Hershco a puisé dans les archives sionistes, les archives de Yad Vashem, les Archives nationales à Paris et à Marseille, les archives de la Documentation juive, les archives de la police à Paris et les archives militaires de Vincennes. Les documents des Renseignements généraux français auxquels Tsilla Hershco a eu accès grâce à une autorisation spéciale présentent le point de vue français sur l’activité sioniste clandestine menée en territoire français à la veille de l’Indépendance de l’État d’Israël, au vu et au su des services secrets français et avec leur accord.